# میرکت
میرکت، پستانداری کوچک و گوشتخوار است که در تیره خدنگ قرار دارد. با این همه میرکت‌ها در زمین‌های خشک و مراتع آفریقا و نه در باتلاق‌ها زندگی می‌کنند. آن‌ها هنگامی که بخواهند اطراف خود را برای در امان ماندن از شکارچیان در نظر بگیرند، به طرز قابل توجهی روی دو پای خود می‌ایستند و این از ویژگی‌های معروف میرکت‌ها است.

## ویژگی‌ها
میرکت‌ها بیشتر وقت‌ها برای یافتن شکار، با پنجه‌های قوی خود زمین را می‌کنند و به دنبال حشره‌ها، تخم پرندگان، جانوران و ریشه گیاهان می‌روند. میرکت‌ها حس بویایی قوی‌ای دارند، همچنین به خوبی می‌توانند ببینید و بشنوند. آن‌ها برای دفاع از خود با مارهای سمی گلاویز می‌شوند. خدنگ نیز مثل دم‌عصایی، برای دفاع از لانه و بچّه‌های خود به مارهای سمّی حمله می‌کند.

## مکان زندگی
میرکت‌ها در دالان‌های زیرزمینی زندگی می‌کنند. آن‌ها روزها برای شکار کردن و غذا خوردن بیرون می‌آیند و یکسره مراقب اطراف اند که طعمه عقاب‌ها و پرندگان دیگر نشوند.

## زیرگونه‌ها
دم‌عصایی دارای سه زیرگونه است:
- Suricata suricatta siricata
- Suricata suricatta majoriae
- Suricata suricatta iona

## نگارخانه

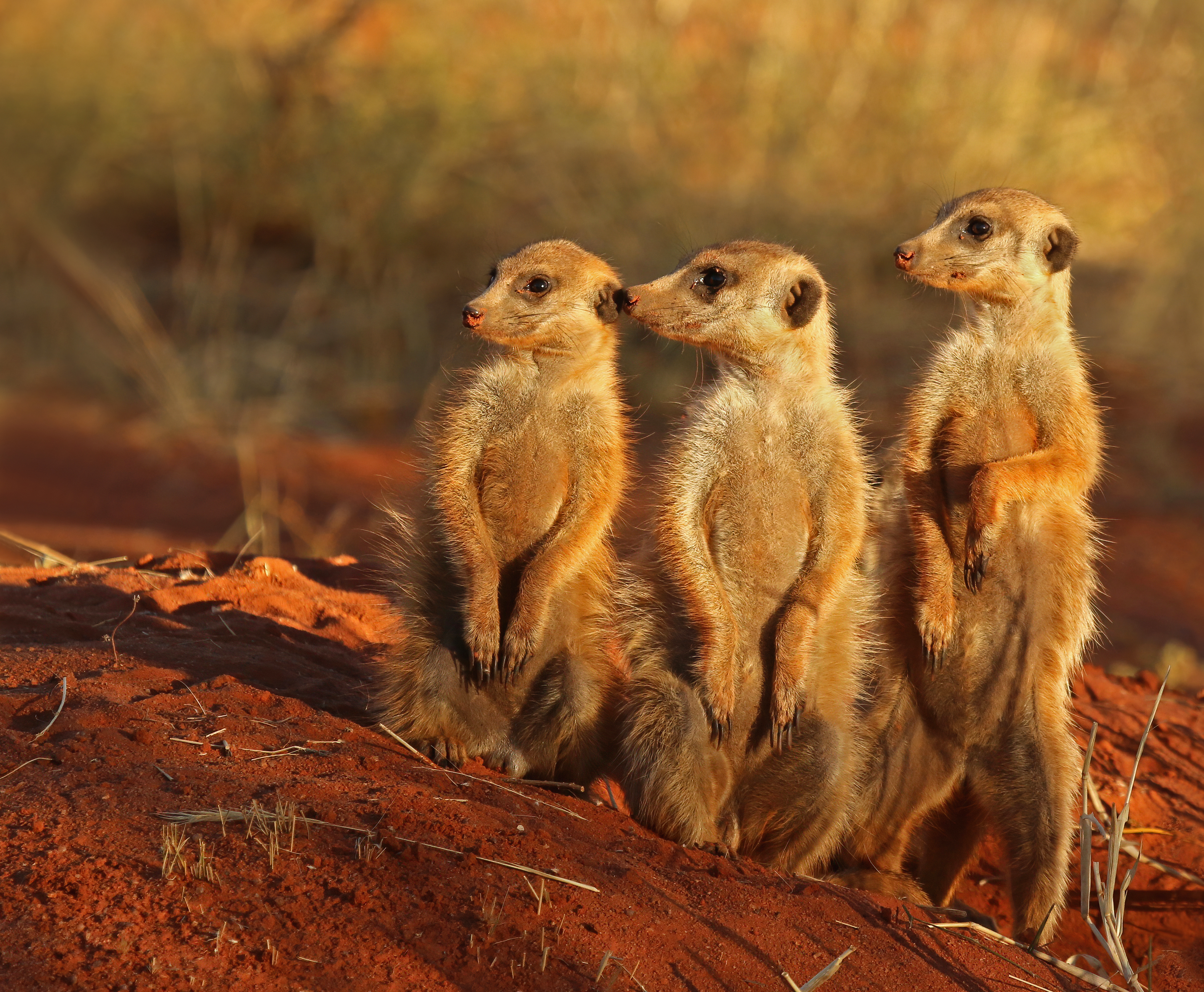
میرکت‌ها در آفریقای جنوبی
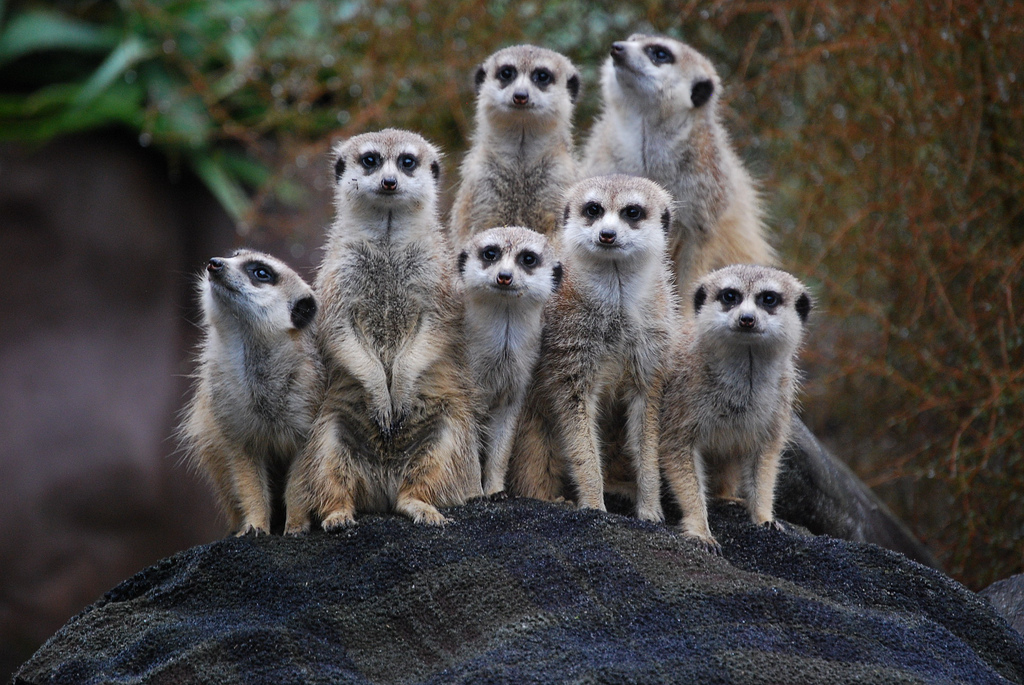
میرکت‌ها در باغ وحش اوکلند